# Anillochlamys tropica
Anillochlamys tropica es una especie de escarabajo del género Anillochlamys, familia Leiodidae. Fue descrita por Abeille de Perrin en 1881.

## Distribución
Se encuentra en España.